# Női 10 méteres toronyugrás a 2017. évi nyári universiadén
A 2017. évi nyári universiadén a női 10 méteres toronyugrás versenyszámának selejtezőjét és elődöntőjét augusztus 22-én, a döntőjét pedig másnap, augusztus 23-án rendezték meg a University of Taipei (Tianmu) Shih-hsin Hallban.
A versenyszám első két helyét az észak-koreai toronyugrók, Kim Gukhjang (Kim Kuk Hyang) és Kim Unhjang (Kim Un Hyabg) nyerték, míg a bronzérmet a kanadai Celina Toth szerezte meg.

## Versenynaptár
Az időpontok helyi idő szerint olvashatóak (GMT +08:00):
| Dátum                       | Időpont | Forduló   |
| --------------------------- | ------- | --------- |
| 2017. augusztus 22., kedd   | 10:00   | Selejtező |
| 2017. augusztus 22., kedd   | 13:00   | Elődöntő  |
| 2017. augusztus 23., szerda | 16:00   | Döntő     |

## Eredmény
| #  | Ország      | Név                          | Selejtező | Selejtező | Elődöntő | Elődöntő | Döntő   | Döntő  |
| #  | Ország      | Név                          | Rangsor   | Pontok    | Rangsor  | Pontok   | Rangsor | Pontok |
| -- | ----------- | ---------------------------- | --------- | --------- | -------- | -------- | ------- | ------ |
|    | Észak-Korea | Kim Gukhjang (Kim Kuk Hyang) | 1         | 385,60    | 1        | 360,55   | 1       | 350,55 |
|    | Észak-Korea | Kim Unhjang (Kim Un Hyabg)   | 3         | 314,10    | 9        | 273,15   | 2       | 335,25 |
|    | Kanada      | Celina Toth                  | 14        | 238,25    | 5        | 285,55   | 3       | 329,20 |
| 4  | Kanada      | Elaena Dick                  | 6         | 288,20    | 3        | 297,00   | 4       | 310,80 |
| 5  | Ausztrália  | Brittany O’Brien             | 12        | 251,50    | 2        | 305,80   | 5       | 307,20 |
| 6  | Oroszország | Julija Tyimosinyina          | 8         | 271,35    | 8        | 275,65   | 6       | 306,45 |
| 7  | Ukrajna     | Hanna Krasznoslik            | 11        | 251,60    | 10       | 269,55   | 7       | 297,50 |
| 8  | USA         | Olivia Rosendahl             | 4         | 299,65    | 6        | 284,30   | 8       | 279,50 |
| 9  | Dél-Korea   | Kim Szudzsi (Kim Suji)       | 2         | 315,25    | 4        | 291,75   | 9       | 278,90 |
| 10 | Ausztrália  | Emily Meaney                 | 7         | 277,00    | 11       | 257,30   | 10      | 269,50 |
| 11 | Japán       | Enomoto Haruka               | 5         | 288,45    | 7        | 279,30   | 11      | 243,35 |
| 12 | Mexikó      | Daniela Zambrano Montiel     | 9         | 265,30    | 12       | 251,80   | 12      | 231,90 |
|    |             |                              |           |           |          |          |         |        |
| 13 | Oroszország | Julija Tyihomirova           | 16        | 224,95    | 13       | 247,20   |         |        |
| 14 | Németország | Duong Kieu Trang             | 15        | 233,05    | 14       | 228,45   |         |        |
| 15 | Olaszország | Paola Flaminio               | 17        | 221,05    | 15       | 228,20   |         |        |
| 16 | Olaszország | Flavia Pallotta              | 19        | 201,40    | 16       | 220,30   |         |        |
| 17 | Japán       | Kaneto Hana                  | 13        | 244,85    | 17       | 218,35   |         |        |
|    |             |                              |           |           |          |          |         |        |
| 18 | Észak-Korea | Cshö Hjang (Choe Hyang)      | 10        | 263,30    |          |          |         |        |
| 19 | Ausztrália  | Laura Hingston               | 18        | 208,40    |          |          |         |        |